# Vespa fumida
Vespa fumida (лат.) — последний описанный на данный[какой?] момент вид шершней. Его описал в 1956 году голландский энтомолог Якобус ван дер Вехт.

## Описание
Довольно крупный шершень — длина самок (королев) составляет 23—26 мм, рабочих 18—21 мм, самцов 21 мм. Голова оранжевая, грудь чёрная, брюшко чёрное, иногда с красными полосами. Кончик брюшка лимонно-жёлтый.

## Образ жизни
Встречается на высотах от 600 до 3000 м над уровнем моря. Было найдено очень мало гнёзд, подробно описано лишь 2 гнезда этого вида, найдено в конце октября 2011 года. Они были найдены на двух деревьях на большой высоте (около пяти метров). Одно из описанных гнёзд. состояло из 4 сот с примерно 1450 ячейками. Ячейки для рабочих, самок и самцов не имели отчетливых различий по размерам. Длина взрослой личинки[прояснить] составляет около 3 см.
Об образе жизни практически ничего не известно, но можно предположить, что, как и все представители шершней, имаго питаются цветочным нектаром, гнилыми фруктами и соком деревьев, а личинки насекомыми, которых ловят рабочие особи.

## Распространение
Индия (Сикким), Бутан, Непал, Мьянма, Китай (провинции Сычуань, Юньнань, Хубэй, Фуцзянь).